# Окороков, Евгений Вениаминович
Евгений Вениаминович Окороков (6 апреля 1959, Томск — 3 января 2022, Томск) — советский легкоатлет, специалист по бегу на длинные дистанции, кроссу и марафону. Выступал за сборную СССР по лёгкой атлетике в конце 1970-х — начале 1990-х годов. Рекордсмен и чемпион многочисленных международных соревнований (лёгкая атлетика, марафон). Мастер спорта СССР международного класса.

## Биография
Евгений Окороков родился 6 апреля 1959 года в Томске.
Начал заниматься лёгкой атлетикой в местной секции под руководством тренера Михаила Ивановича Карманова, позже проходил подготовку в коллективе Томского государственного педагогического института. Выступал за добровольное спортивное общество «Буревестник» и ЦСКА.
Впервые заявил о себе в лёгкой атлетике на международном уровне в сезоне 1978 года, когда вошёл в состав советской сборной и выступил на чемпионате мира по кроссу в Глазго, где в гонке юниоров на 7 км занял 12-е место.
В 1981 году на кроссовом чемпионате СССР в Кисловодске стал бронзовым призёром в дисциплине 14 км, тогда как на кроссовом чемпионате мира в Мадриде пришёл к финишу на 71-й позиции.
На чемпионате мира по кроссу 1982 года в Риме занял 52-е место, помог своим соотечественникам стать бронзовыми призёрами командного зачёта.
В 1983 году бежал марафон на чемпионате страны в программе Спартакиады народов СССР в Москве — претендовал на победу, к 25-му километру сумел довести отрыв почти до трёх минут, однако на концовку сил не осталось, и на 35-м километре преследователи догнали его. В итоге Окороков с результатом 2:18:48 стал здесь двенадцатым. Будучи студентом, представлял Советский Союз на Универсиаде в Эдмонтоне, где в марафонской гонке финишировал пятым. Позже в этом сезоне выиграл серебряную медаль на марафоне в Ужгороде, обновив свой личный рекорд в данной дисциплине — 2:13:38.
В 1984 году завоевал серебряную награду на чемпионате СССР по марафону в Баку. Рассматривался в качестве кандидата на участие в летних Олимпийских играх в Лос-Анджелесе, однако Советский Союз вместе с несколькими другими странами восточного блока бойкотировал эти соревнования по политическим причинам. Вместо этого Окороков выступил на альтернативном турнире «Дружба-84» в Москве — в программе марафона показал результат 2:15:18, расположившись в итоговом протоколе соревнований на пятой строке. Также в этом сезоне занял 15-е место на Фукуокском марафоне (2:14:32).
В 1985 году закрыл тридцатку сильнейших на Кубке мира по марафону в Хиросиме (2:14:35), был 15-м на марафоне в Вильнюсе (2:16:08). На чемпионате СССР в Ленинграде установил личный рекорд в беге на 10 000 метров — 28:42.88, но в число призёров не попал.
В 1986 году стартовал в марафоне на впервые проводившихся Играх доброй воли в Москве, но сошёл здесь с дистанции. Занял 12-е место на марафоне в Ужгороде (2:17:04).
На марафоне в Ужгороде в 1987 году с результатом 2:14:55 пришёл к финишу на 16-й позиции.
В 1988 году на марафоне в Ужгороде был третьим (2:13:44).
В 1989 году выиграл бронзовую медаль на чемпионате СССР по кроссу в Батуми, занял 91-е место на чемпионате мира по кроссу в Ставангере, 28-е место на Кубке мира по марафону в Милане (2:16:40). В беге на 10 000 метров стал пятым на Мемориале братьев Знаменских в Волгограде и десятым на чемпионате СССР в Горьком. В ноябре отметился выступлением на Нью-Йоркском марафоне — показал результат 2:16:25 и занял итоговое 17-е место.
Начиная с 1990 года бегал марафоны и полумарафоны на различных коммерческих стартах, в частности финишировал десятым на марафоне Twin Cities в США (2:18:56) и четвёртым на Римском марафоне (2:14:56).
В 1991 году стал шестым на Марракешском марафоне (2:15:58), пятым на Сибирском международном марафоне (2:20:34), с личным рекордом 2:13:22 одержал победу на Реймсском марафоне.
В 1992 году среди прочего показал девятый результат на Гамбургском марафоне (2:19:49).
В 1995 и 1996 годах дважды принимал участие в Белградском марафоне, но оба раза сошёл.
Завершив спортивную карьеру, с начала 2000-х годов работал в гостиничном бизнесе, занимал должность заместителя руководителя гостиницы «Томск».
Умер после тяжёлого онкологического заболевания 3 января 2022 года в городе Томске. Похоронен 06.01.2022 рядом со своими родными на Богашёвском кладбище.